# Ruslan Alechna
Ruslan Fëdaravič Alechna (in bielorusso Руслан Фёдаравіч Алехна?; in russo Руслан Фёдорович Алехно?, Ruslan Fëdorovič Alechno; Minsk, 14 ottobre 1981) è un cantante bielorusso, divenuto famoso dopo la vittoria di Narodnyj Artist, la versione bielorussa di Pop Idol.
Nel 2008 ha rappresentato la Bielorussia all'Eurovision Song Contest con la canzone Hasta la Vista, cantata in inglese.

## Discografia
- 2005 – Neobyknovennaja
- 2006 – Rano ili pozdno
- 2008 – Hasta la vista